# Barbenheimer

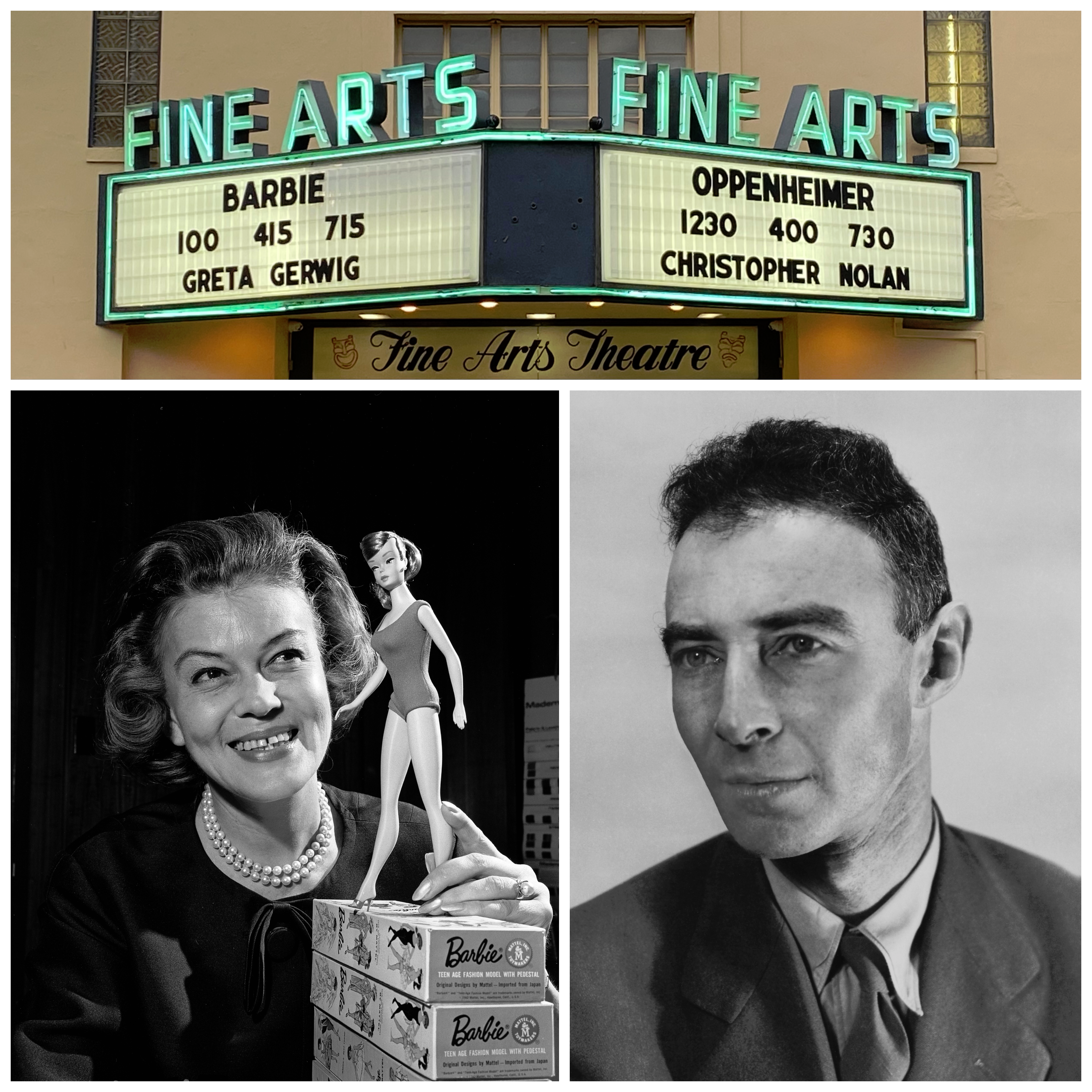
Koláž: Vývěsní tabule amerického kina s promítacími časy filmů (nahoře), panenka Barbie s jednou z tvůrkyň (vlevo) a Robert Oppenheimer (vpravo)

Barbenheimer (známé také jako Oppenbarbie, Barbieheimer nebo Boppenheimer) je internetový fenomén, který začal na sociálních sítích mezi uživateli kolovat poté, co bylo oznámeno, že filmy Barbie a Oppenheimer budou premiérově uvedeny ve stejný den – ve Spojených státech 21. července 2023 a v evropských zemích o den dříve.
Právě tonální a žánrová nesourodost obou filmů přispěla k popularitě tohoto fenoménu, ale i filmů samotných. Film Barbie, režírovaný Gretou Gerwig, je totiž komediální satirický film o panence Barbie od společnosti Mattel, který vyzdvihuje feministická témata, zatímco film Oppenheimer, jejž režíroval Christopher Nolan, je životopisný thriller pojednávající o vynálezci atomové bomby Robertu Oppenheimerovi, otázce zničení světa a svědomí samotného Oppenheimera.
Vznikaly tak memy a koláže obou filmů, zejména představitelů hlavních postav obou snímků. Mnohá kina promítala oba snímky současně ve stejnojmenném maratonu. Jednalo se o jev, kdy se nemalá část publika namísto toho, aby dala přednost jednomu z filmů, rozhodla zhlédnout oba současně.